# Rafael Calduch
Rafael Calduch Cervera (Pedralba, Valencia, 8 de diciembre de 1952) es un profesor universitario y político español.

## Biografía
Nacido el 8 de diciembre de 1952 en el municipio valenciano de Pedralba, es doctor en Ciencias Políticas, Económicas y Comerciales por la Universidad Complutense de Madrid y en esa misma universidad es catedrático de Derecho Internacional Público y Relaciones Internacionales. En las elecciones generales de 2011 fue en las listas de Unión Progreso y Democracia por la circunscripción electoral de Madrid pero no resultó elegido diputado. Sin embargo, en mayo de 2015, tras la renuncia a su acta de diputado de Álvaro Anchuelo, pudo ser diputado.